# Temnosternus niveoscriptus
Temnosternus niveoscriptus là một loài bọ cánh cứng trong họ Cerambycidae.